# Pierre Renoir
Pour les articles homonymes, voir Renoir.
Pierre Renoir est un acteur français, né le 21 mars 1885, au 18 rue Houdon, dans le 18e arrondissement de Paris, ville où il est mort le 11 mars 1952 dans le 9e arrondissement. Il est le fils du peintre Auguste Renoir et d'Aline Charigot et le frère du réalisateur Jean Renoir et du céramiste Claude Renoir. Il fut un ami et un proche collaborateur de l'acteur et metteur en scène Louis Jouvet.

## Biographie

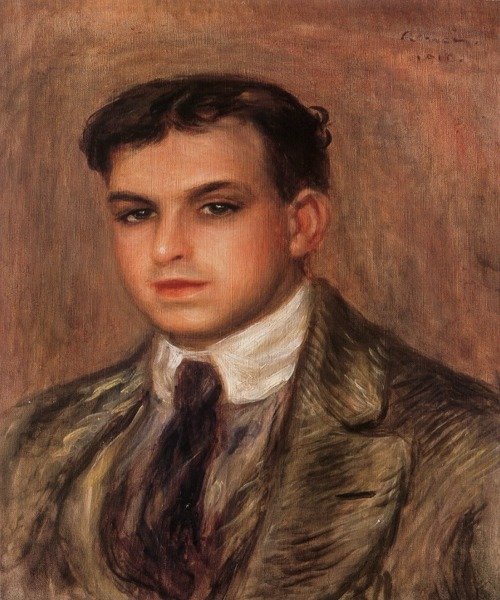
Pierre Renoir par Auguste Renoir

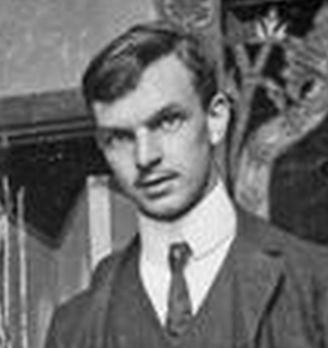
Pierre Renoir vers 1902

Il est né le 25 mars 1885 à 6 heures du soir. Il effectue sa scolarité à l'institution Sainte-Croix de Neuilly puis, très tôt intéressé par le théâtre, il entre au Conservatoire national d'art dramatique de Paris, d'où il sort, en 1907, avec un premier prix de tragédie. Il joue d'abord au boulevard. Peu intéressé par le cinéma muet, il tourne cependant, dès 1910, quelques petits rôles, notamment aux côtés de la tragédienne Véra Sergine, qu'il épouse le 23 décembre 1914  à 10 heures. En 1913, naît de cette union Claude Renoir, devenu directeur de la photographie.
Grièvement blessé pendant la Première Guerre mondiale, il perd l'usage de l'avant-bras droit. Réformé, il reprend sa carrière de comédien. Il est engagé en 1928 par Louis Jouvet dans sa prestigieuse troupe, où il crée plusieurs pièces de Jean Giraudoux.
Après avoir divorcé de Véra Sergine le 24 octobre 1925, Pierre Renoir épouse le 18 novembre 1925 à 17 heures une autre comédienne, Marie-Louise Iribe, avec laquelle il crée une société de production de films Les Artistes réunis. Après un nouveau divorce le 6 janvier 1933, il épouse une troisième comédienne, Elisa Ruis, le 28 août 1940 à 11 heures.
À la naissance du cinéma parlant, il est convaincu par son frère Jean Renoir de travailler pour le cinéma. Il joue ainsi son premier grand rôle en 1932 dans La Nuit du carrefour dirigé par son frère Jean, en incarnant le commissaire Maigret. Jean Renoir l'a également dirigé dans La Fille de l'eau (1924), Madame Bovary  (1934) et La Marseillaise (1938).
C'est en 1935, avec son rôle d'officier dans La Bandera, que lui vient une plus large reconnaissance. Incarnant souvent des officiers à l'écran, il apporte à ses rôles son charisme et son physique imposant. En novembre 1935, il joue Ulysse dans La guerre de Troie n'aura pas lieu de Jean Giraudoux (Louis Jouvet y jouait Hector).
Au début de l'occupation allemande, il occupe avec Charles Dullin et Gaston Baty la tête de l'Association des directeurs de théâtre de Paris, un organisme unique et obligatoire créé en octobre 1940 sous la houlette allemande. Il y reste jusqu'en novembre 1943.
Il remplace, dans Les Enfants du paradis, de Marcel Carné, Robert Le Vigan, collaborateur notoire et ami de Louis-Ferdinand Céline, pour interpréter le rôle de Jéricho, caricature antisémite d'un marchand d'habits.
En 1951, il joue pour la dernière fois aux côtés de son ami Louis Jouvet dans Knock. Jusqu'à sa mort, il a assuré l'administration du Théâtre de l'Athénée.
Pierre Renoir est apparu dans près de 65 films.
Il était le filleul du peintre Gustave Caillebotte, ami intime de son père Auguste Renoir.
Il meurt le 11 mars 1952 au 7 rue Frochot à Paris. Pierre Renoir repose au cimetière d'Essoyes (Aube), le village natal de sa mère, aux côtés de son père, de sa mère et de ses deux frères.

## Filmographie
- 1911 : La Digue d'Abel Gance
- 1912 : Les Deux Gosses d'Adrien Caillard
- 1918 : Marion de Lorme d'Henry Krauss : Louis XIII
- 1924 : La Fille de l'eau de Jean Renoir : Le fermier
- 1928 : Morgane la sirène de Léonce Perret
- 1932 : La Nuit du carrefour de Jean Renoir : Le commissaire Jules Maigret
- 1933 : L'Agonie des aigles de Roger Richebé : Le colonel de Montander
- 1934 : Madame Bovary de Jean Renoir : Charles Bovary
- 1935 :
  - La Bandera de Julien Duvivier : Le capitaine Weller
  - Veille d'armes de Marcel L'Herbier : Le commandant Branbourg
  - La Route impériale de Marcel L'Herbier : Le major Hudson
  - Tovaritch de Jacques Deval : Gorotchenko
- 1936 :
  - L'Homme sans cœur de Léo Joannon : Sourdier
  - L'Île des veuves de Claude Heymann : Ralph Berry
  - Les Loups entre eux de Léon Mathot : Gottried Welter
  - Sous les yeux d'Occident ou Razumov de Marc Allégret : Un policier
  - Quand minuit sonnera de Léo Joannon : Jean Verdier
- 1937 :
  - La Citadelle du silence de Marcel L'Herbier : Stepan
  - Boissière de Fernand Rivers : Le général Von Hubner
  - Les Nuits blanches de Saint-Pétersbourg de Jean Dréville : Ivan Borowski
- 1938 :
  - L'Affaire Lafarge de Pierre Chenal : Charles Lafarge
  - La Marseillaise de Jean Renoir : Louis XVI, roi de france
  - Le Révolté de Léon Mathot : Le capitaine Yorritz
  - Le Patriote de Maurice Tourneur : Pahlen
  - Mollenard de Robert Siodmak : Bonnerot
  - Légions d'honneur de Maurice Gleize
  - La Maison du Maltais de Pierre Chenal : Le professeur Chervin
  - Le Paradis de Satan de Félix Gandéra : Aristophélès
  - La Piste du sud de Pierre Billon : Stolberg
  - Le Récif de corail de Maurice Gleize : Abboy
- 1939 :
  - Nord-Atlantique de Maurice Cloche : Le capitaine Cooper
  - Serge Panine de Charles Méré : Cayrol
  - Nadia la femme traquée de Claude Orval
  - Pièges de Robert Siodmak : Brémontière
- 1941 :
  - Histoire de rire de Marcel L'Herbier : Jules Donaldo
  - Le pavillon brûle de Jacques de Baroncelli : Jourduisse
  - L'Embuscade de Fernand Rivers : Jean Gueret
  - Ceux du ciel d'Yvan Noé : Pierron
- 1942 :
  - La Loi du printemps de Jacques Daniel-Norman : Frédéric Villaret
  - Dernier Atout de Jacques Becker : Rudy Score
  - Le journal tombe à cinq heures de Georges Lacombe : François Merchel
  - L'Appel du bled de Maurice Gleize : Michaud
- 1943 :
  - Le Loup des Malveneur de Guillaume Radot : Reginald de Malveneur
  - Madame et le Mort de Louis Daquin : Charles de bruine
  - Tornavara de Jean Dréville : Sigurd Framrus
- 1944 :
  - Le Père Goriot de Robert Vernay d'après Honoré de Balzac : Vautrin
  - Le Voyageur sans bagage de Jean Anouilh : Georges Renaud
- 1945 :
  - Les Enfants du paradis de Marcel Carné : Jéricho dit : "Chand d'habits"
  - Le Mystère Saint-Val de René Le Hénaff : Dartignac
  - Marie la Misère de Jacques de Baroncelli : Pierre Desormes
  - Peloton d'exécution d'André Berthomieu : le colonel
- 1946 :
  - Mission spéciale de Maurice de Canonge : Landberg, alias "Moravetz", le chef du réseau d'espionnage allemand
  - Le Capitan de Robert Vernay : Le duc d'Angoulème
- 1947 :
  - Coïncidences de Serge Debecque
  - Les Trafiquants de la mer de Willy Rozier : Boris Mentichev
- 1948 :
  - La Dame d'onze heures de Jean Devaivre : Gérard Pescara
  - Cargaison clandestine d'Alfred Rode
- 1949 :
  - Scandale aux Champs-Élysées de Roger Blanc : Dominique Airelle
  - Menace de mort de Raymond Leboursier
  - La Ferme des sept péchés de Jean-Devaivre : Le procureur
  - Le Mystère de la chambre jaune d'Henri Aisner : Le professeur Stangerson
- 1950 : Le Furet de Raymond Leboursier : Le docteur Dauvel-Juste
- 1951 : Knock de Guy Lefranc : Mousquet, le pharmacien
- 1952 : Le Jugement de Dieu de Raymond Bernard : Le duc Ernest de Bavière

## Théâtre
- 1908 : Parmi les pierres de Hermann Sudermann, Théâtre de l'Odéon
- 1909 :
  - Beethoven de René Fauchois, mise en scène André Antoine, Théâtre de l'Odéon
  - Les Grands de Pierre Veber et Serge Basset, Théâtre de l'Odéon
- 1910 : Chantecler, pièce en quatre actes d'Edmond Rostand, représentée pour la première fois le 7 février 1910 au théâtre de la Porte-Saint-Martin[10].
- 1912 : Le Mystère de la chambre jaune de Gaston Leroux, avec Léontine Massart, Théâtre de l'Ambigu
- 1916 : L'Amazone de Henry Bataille, Théâtre de la Porte-Saint-Martin
- 1920 : Les Conquérants de Charles Méré, Théâtre de l'Ambigu
- 1921 :
  - Le feu qui reprend mal de Jean-Jacques Bernard, mise en scène Alexandre Arquillière, Théâtre Antoine
  - La Passante d'Henry Kistemaeckers, mise en scène Marcel Varnel, Théâtre de Paris
- 1924 :
  - La Flambée d'Henry Kistemaeckers, Théâtre de Paris
  - La Danse de minuit de Charles Méré, mise en scène Victor Francen, Théâtre de Paris
- 1925 : Les Marchands de gloire de Marcel Pagnol et Paul Nivoix, Théâtre de la Madeleine
- 1926 :
  - Le Carrosse du Saint Sacrement de Prosper Mérimée, mise en scène Louis Jouvet, Comédie des Champs-Élysées
  - Au grand large de Sutton Vane, mise en scène Louis Jouvet, Comédie des Champs-Élysées
- 1928 : Siegfried de Jean Giraudoux, mise en scène Louis Jouvet, Comédie des Champs-Élysées
- 1929 :
  - Suzanne de Steve Passeur, mise en scène Louis Jouvet, Comédie des Champs-Élysées
  - Jean de la Lune de Marcel Achard, mise en scène Louis Jouvet, Comédie des Champs-Élysées
  - Amphitryon 38 de Jean Giraudoux, mise en scène Louis Jouvet, Comédie des Champs-Élysées
- 1931 :
  - L'Eau fraîche de Pierre Drieu la Rochelle, mise en scène Louis Jouvet, Comédie des Champs-Élysées
  - Une taciturne de Roger Martin du Gard, mise en scène Louis Jouvet, Comédie des Champs-Élysées
- 1932 :
  - Domino de Marcel Achard, mise en scène Louis Jouvet, Comédie des Champs-Élysées
  - La Margrave d'Alfred Savoir, mise en scène Louis Jouvet, Comédie des Champs-Élysées
- 1933 :
  - Intermezzo de Jean Giraudoux, mise en scène Louis Jouvet, Comédie des Champs-Élysées
  - Pétrus de Marcel Achard, mise en scène Louis Jouvet, Comédie des Champs-Élysées
- 1934 :
  - Au grand large de Sutton Vane, mise en scène Louis Jouvet, Comédie des Champs-Élysées
  - La Machine infernale de Jean Cocteau, mise en scène Louis Jouvet, Comédie des Champs-Élysées
  - Amphitryon 38 de Jean Giraudoux, mise en scène Louis Jouvet, Théâtre de l'Athénée
  - Tessa, la nymphe au cœur fidèle adaptation Jean Giraudoux d'après Basil Dean et Margaret Kennedy, mise en scène Louis Jouvet, Théâtre de l'Athénée
- 1935 :
  - La guerre de Troie n'aura pas lieu de Jean Giraudoux, mise en scène Louis Jouvet, Théâtre de l'Athénée
  - Supplément au voyage de Cook de Jean Giraudoux, mise en scène Louis Jouvet, Théâtre de l'Athénée
  - Knock ou le Triomphe de la médecine de Jules Romains, mise en scène Louis Jouvet, Comédie des Champs-Élysées
  - 1936 : L'École des femmes de Molière, mise en scène Louis Jouvet, Théâtre de l'Athénée
- 1937 :
  - Le Château de cartes de Steve Passeur, mise en scène Louis Jouvet, Théâtre de l'Athénée
  - Électre de Jean Giraudoux, mise en scène Louis Jouvet, Théâtre de l'Athénée
  - L'Impromptu de Paris de Jean Giraudoux, mise en scène Louis Jouvet, Théâtre de l'Athénée
- 1939 : Histoire de rire d'Armand Salacrou, Théâtre de la Madeleine
- 1942 : Macbeth de William Shakespeare, mise en scène Gaston Baty, Théâtre Montparnasse
- 1943 : La Légende du Chevalier d'André de Peretti Della Roca, mise en scène Julien Bertheau
- 1945 : Le Soldat et la sorcière d'Armand Salacrou, mise en scène Charles Dullin, avec Sophie Desmarets, Daniel Lecourtois, Théâtre Sarah-Bernhardt
- 1946 :
  - Hamlet de William Shakespeare, mise en scène Jean-Louis Barrault, Théâtre Marigny
  - Les Nuits de la colère d'Armand Salacrou, mise en scène Jean-Louis Barrault, Théâtre Marigny
- 1947 : Dom Juan ou le Festin de Pierre de Molière, mise en scène Louis Jouvet, Théâtre de l'Athénée
- 1948 : Tartuffe de Molière, mise en scène Louis Jouvet, Théâtre de l'Athénée
- 1949 : Le Pain dur de Paul Claudel, mise en scène André Barsacq, Théâtre de l'Atelier
- 1950-1951 : reprise de Knock  et de L'École des femmes, mises en scène Louis Jouvet, Théâtre de l'Athénée

## Distinctions
- Officier de la Légion d'honneur